# Acide 3-déshydroshikimique
L'acide 3-déshydroshikimique est un métabolite de la voie du shikimate de biosynthèse des acides aminés aromatiques. C'est également un précurseur de l'acide gallique chez certaines plantes et certaines bactéries,.